# Gigartinales
Gigartinales Schmitz in Engler, 1892 é  uma ordem de algas vermelhas pluricelulares (Rhodophyta) da classe Florideophyceae do subfilo Rhodophytina. O agrupamento taxonómico foi elevado à categoria de ordem pelo sistema de classificação de Hwan Su Yoon et al..

## Famílias
A ordem Gigartinales inclui as seguintes famílias:
- Acrotylaceae F.Schmitz
- Areschougiaceae J.Agardh
- Blinksiaceae Hollenberg & Abbott
- Calosiphoniaceae Kylin
- Catenellopsidaceae P.A.Robins
- Caulacanthaceae Kützing
- Chondriellaceae Levring
- Corynocystaceae Kraft
- Crossocarpaceae Perestenko
- Cruoriaceae (J.Agardh) Kylin
- Cubiculosporaceae Kraft
- Cystocloniaceae Kützing
- Dicranemataceae Kylin
- Dumontiaceae Bory de Saint-Vincent
- Endocladiaceae Kylin
- Furcellariaceae Kylin
- Gainiaceae R.L.Moe
- Gigartinaceae Kützing
- Gloiosiphoniaceae F.Schmitz
- Haemeschariaceae R.T.Wilce & C.A.Maggs
- Hypneaceae J.Agardh
- Kallymeniaceae (J.Agardh) Kylin
- Mychodeaceae Kylin
- Mychodeophyllaceae Kraft
- Nizymeniaceae Womersley
- Phacelocarpaceae Searles
- Phyllophoraceae Nägeli
- Polyidaceae Kylin
- Rhizophyllidaceae F.Schmitz
- Rissoellaceae Kylin
- Schmiziellaceae
- Solieriaceae J.Agardh
- Sphaerococcaceae F.Schmitz & Hauptfleisch
- Stictosporaceae Kylin
- Tichocarpaceae Kylin